# Liste der denkmalgeschützten Objekte in Tobaj
Die Liste der denkmalgeschützten Objekte in Tobaj enthält die 5 denkmalgeschützten, unbeweglichen Objekte der Gemeinde Tobaj.

## Denkmäler
| Foto |                 | Denkmal                                                           | Standort                                                                | Beschreibung | Metadaten |
| ---- | --------------- | ----------------------------------------------------------------- | ----------------------------------------------------------------------- | --- | --- |
| ja   | Datei hochladen | Kath. Pfarrkirche Mariä Geburt HERIS-ID: 31845 Objekt-ID: 28839   | Deutsch Tschantschendorf 900, 901 Standort KG: Deutsch Tschantschendorf | Die Pfarre wurde urkundlich 1700 erwähnt; die Kirche wurde 1807 erbaut. Sie ist ein einfacher klassizistischer vierjochiger Bau mit Polygonalapsis. Vor der Giebelfassade befindet sich ein Westturm mit Spitzhelm. Zwischen Gurten auf Doppelpilastern ist ein Platzlgewölbe; die Empore ist dreiachsig. Der Triumphbogen ist halbrund, über der Apsis befindet sich eine Schale mit Stichkappen. Der neugotische Hochaltar stammt von Johann Pomper aus Güssing aus dem Jahr 1922.                                              | BDA-Hist.: Q15124670 Status: § 2a Stand der BDA-Liste: 2025-06-30 Name: Kath. Pfarrkirche Mariä Geburt GstNr.: 8 Church of the Nativity of the Virgin Mary (Deutsch Tschantschendorf) |
| ja   | Datei hochladen | Ehem. Volksschule HERIS-ID: 111746 Objekt-ID: 129755seit 2013     | Punitz 14 Standort KG: Punitz                                           | | BDA-Hist.: Q37826378 Status: Bescheid Stand der BDA-Liste: 2025-06-30 Name: Ehem. Volksschule GstNr.: 206                                                                             |
| ja   | Datei hochladen | Kath. Filialkirche hl. Sebastian HERIS-ID: 31847 Objekt-ID: 28841 | Punitz 900, 901 Standort KG: Punitz                                     | | BDA-Hist.: Q37944613 Status: § 2a Stand der BDA-Liste: 2025-06-30 Name: Kath. Filialkirche hl. Sebastian GstNr.: 244 Kath. Filialkirche hl. Sebastian, Punitz                         |
| ja   | Datei hochladen | Kath. Pfarrkirche hl. Florian HERIS-ID: 31844 Objekt-ID: 28838    | Tobaj 32 Standort KG: Tobaj                                             | Die Pfarre besteht seit 1965. Die Kirche wurde 1868 errichtet. Sie ist ein einschiffiger Bau mit dreigeschoßigem, vorgebauten Westturm mit Spitzhelm und eingezogenem Chor mit flachrunder Apsis. Sie weist drei Joche und ein Platzlgewölbe zwischen Doppelgurten auf Doppelpilastern auf. Die dreiachsige Empore über Platzln hat eine vorgebauchte Brüstung; der Triumphbogen ist rundbogig. Das Tonnengewölbe im Chorjoch hat Stichkappen, in der Apsis Kappen. Der Altar stammt aus der zweiten Hälfte des 18. Jahrhunderts. | BDA-Hist.: Q15124747 Status: § 2a Stand der BDA-Liste: 2025-06-30 Name: Kath. Pfarrkirche hl. Florian GstNr.: 1 Pfarrkirche Tobaj                                                     |
| ja   | Datei hochladen | Volksschule HERIS-ID: 47322 Objekt-ID: 50237                      | Tobaj 58 Standort KG: Tobaj                                             | | BDA-Hist.: Q38026366 Status: § 2a Stand der BDA-Liste: 2025-06-30 Name: Volksschule GstNr.: 66/4                                                                                      |